# Кристина Нидерландская
Мария Кристина Нидерландская (нидерл. Maria Christina, Prinses der Nederlanden; 18 февраля 1947, дворец Сустдейк, Барн, Нидерланды — 16 августа 2019) — нидерландская принцесса, младшая дочь королевы Юлианы и принца Бернарда Липпе-Бистерфельдского, тетка нынешнего короля Виллема-Александра.

## Биография
Принцесса родилась 18 февраля 1947 года во дворце Сустдейк, став младшей дочерью будущей королевы Нидерландов Юлианы и её супруга принца Бернарда Липпе-Бистерфельдского. Её старшими сестрами были Беатрикс (род. 1938), в будущем королева Нидерландов, Ирена (род. 1939) и Маргарита (род. 1943). Среди её крестных был Уинстон Черчилль. Из двух её имен родители выбрали главным Мария.
Во время беременности её мать заразилась краснухой. По этой причине девочка родилась почти слепой. Со временем, в связи с развитием медицины, принцесса стала носить специальные очки, которые позволили ей посещать школу и жить относительно нормальной жизнью. Обладала талантом к музыке, владела французским языком.

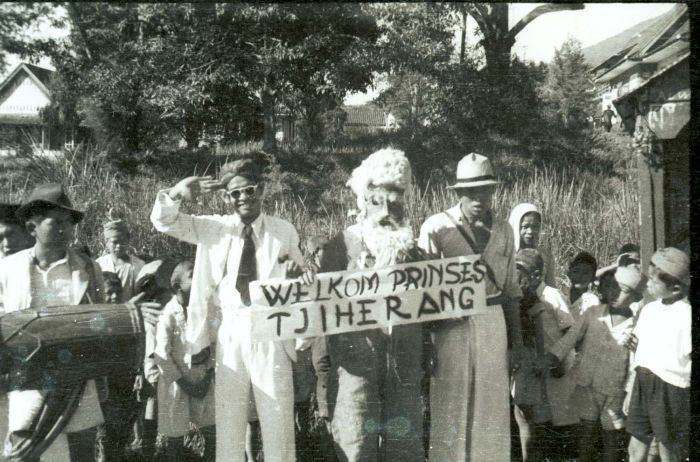
Жители индонезийской деревни Чихеранг торжествуют по случаю рождения принцессы Марии Кристины. 19 февраля 1947 года

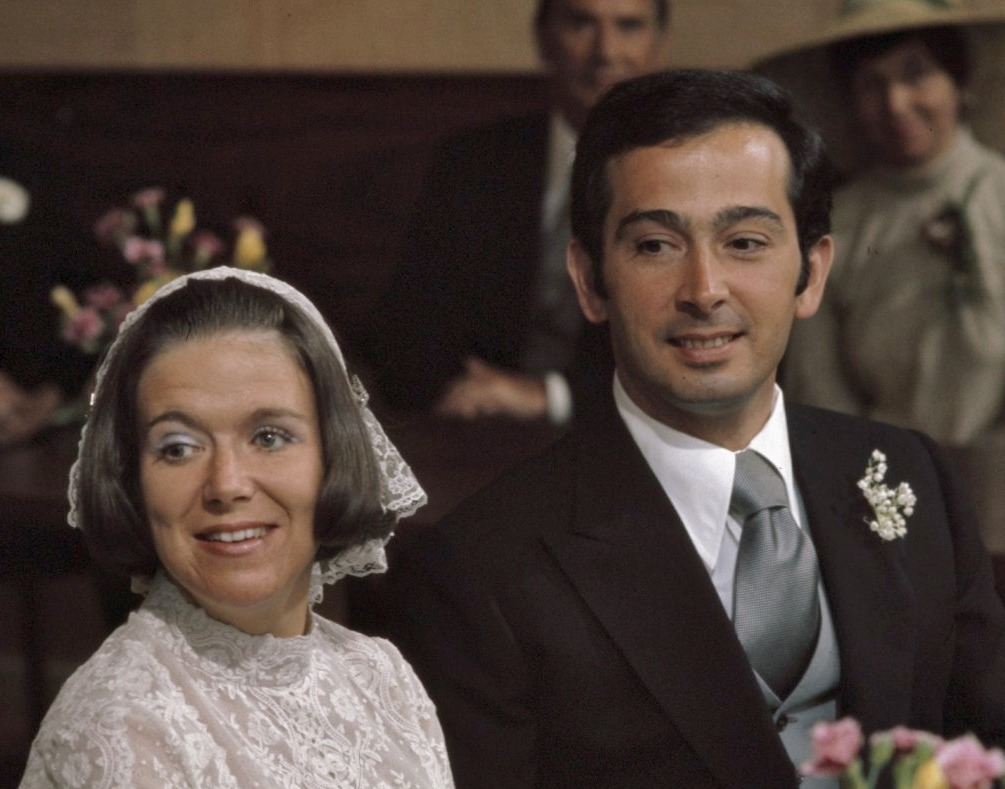
Принцесса Кристина вместе с мужем в день свадьбы

В 1963 году принцесса изменила имя на второе — Кристина. Переехала в Монреаль, где изучала классическую музыку. Через несколько лет она устроилась на работу преподавателем музыки в нью-йоркской школе. Под именем Марии Кристины Оранской принцесса познакомилась с кубинским эмигрантом Хорхе Гильермо. Он родился в Гаване 1 августа 1946 года.
Заключить брак было очень сложно, в связи с тем, что Хорхе был католиком, Кристина — протестанткой. Это событие могло стать очередным скандалом в Нидерландах, так как в 1964 году старшая сестра Кристины, принцесса Ирена сочеталась браком с герцогом Пармским Карлом Уго, также католиком. Но помолвка состоялась, причем принцесса Кристина официально перешла в католицизм, отказалась от прав на престол за себя и своих потомков.
Свадьба состоялась 28 июня 1975 года в Соборе Святого Мартина в Утрехте. Молодожены проехали по улицам города, и тысячи голландцев вышли поприветствовать их. После свадьбы пара поселились в Нью-Йорке, но вскоре они вернулись в Нидерланды и проживали в Гааге.
У супругов родилось трое детей:
- Бернардо Фредерик Томас Гильермо (род. 17 июня 1977) — женат на Елене Принц-Вальдес (род. 2 августа 1979) (с 2009 года), двое детей: Изабелла Кристина (род. 2009) и Юлиан Хорхе (род. 2011);
- Николас Даниэль Маурицио Гильермо (род. 6 июля 1979) — имеет двоих детей: Хоакин (род. 2020) и Кармен (род. 2023);
- Юлиана Эдения Антония (род. 8 октября 1981) — имеет троих детей от Тао Боди: Кай (род. 2014), Нума (род. 2016) и Айда (род. 2019).

В 1996 году супруги развелись. До смерти матери в 2004 году принцесса проживала вместе с детьми в Нью-Йорке. После этого она переехала в Лондон, посещала родные Нидерланды, а также Италию.
Записала несколько компакт-дисков, была главой музыкального центра в Гааге. Принцесса пела на похоронах своей матери и отца. Одно из последних её публичных выступлений состоялось на инаугурации короля Виллема-Александра 30 апреля 2013 года, где она появилась вместе со старшим сыном Бернардо.

## Смерть
Мария Кристина Нидерландская умерла 16 августа 2019 года, на 73 году жизни от рака костей. Её тело было кремировано.

## Титул
- 1947 — 16 августа 2019: Её Королевское Высочество принцесса Нидерландская, Оранско-Нассауская и Липпе-Бистерфельдская

## Награды
- — Рыцарь Ордена Нидерландского льва;
- — Коронационная медаль королевы Юлианы 1948 года;
- — Коронационная медаль королевы Беатрикс 1980 года;
- — Памятная медаль «Бракосочетание Виллема-Александра и Максимы Соррегьета»;
- — Коронационная медаль короля Виллема-Александра 2013 года.